# Krzysztof Białasik
Krzysztof Białasik SVD (ur. 7 lipca 1958 w Zbąszynku) – polski duchowny katolicki, werbista, biskup diecezji Oruro w Boliwii od 2005.

## Życiorys
W 1978 wstąpił do nowicjatu Zgromadzenia Słowa Bożego (SVD) w Chludowie pod Poznaniem. Święcenia kapłańskie otrzymał po 7 latach nauki 15 czerwca 1985 roku w Pieniężnie. Po święceniach wyjechał do Boliwii jako misjonarz. W latach 1986-1998 był proboszczem parafii Laja w diecezji El Alto. Równocześnie kierował Instytutem Teologii Pastoralnej Aymara oraz odpowiadał na szczeblu diecezjalnym za formację katechetów terenów rolniczych. Następnie przez 6 lat był przełożonym regionalnym werbistów. Licencjat z pedagogiki uzyskał na Uniwersytecie świętego Tomasza w La Paz. Od 1998 roku kierował Sekretariatem do spraw Duszpasterstwa Boliwijskiej Konferencji Episkopatu.
30 czerwca 2005 roku został mianowany przez papieża Benedykta XVI biskupem diecezji Oruro. Sakry biskupiej udzielił mu ówczesny nuncjusz apostolski w Boliwii, abp Ivo Scapolo.